# 新界（沙田）法醫學大樓

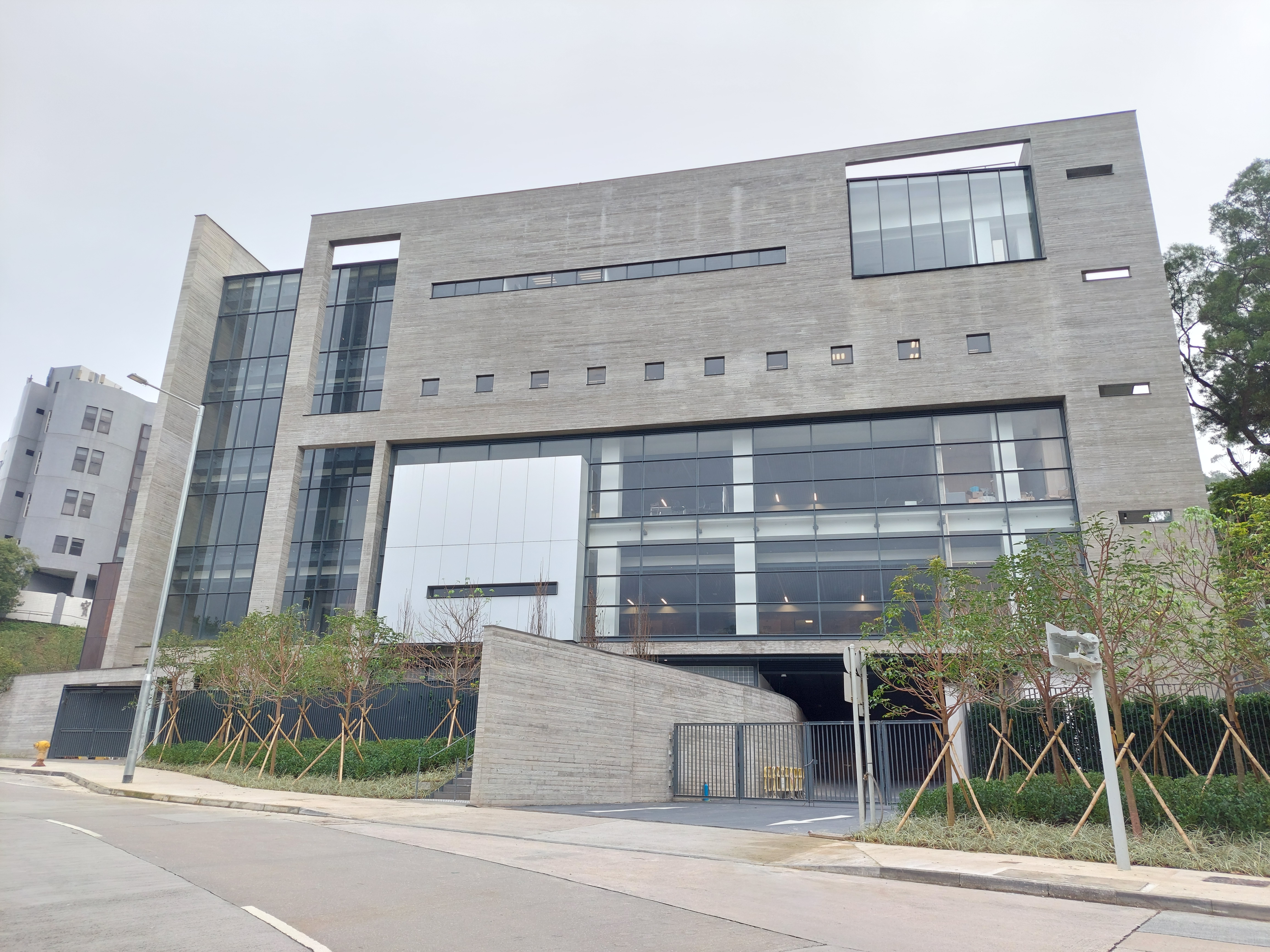
新衞生署新界（沙田）法醫學大樓

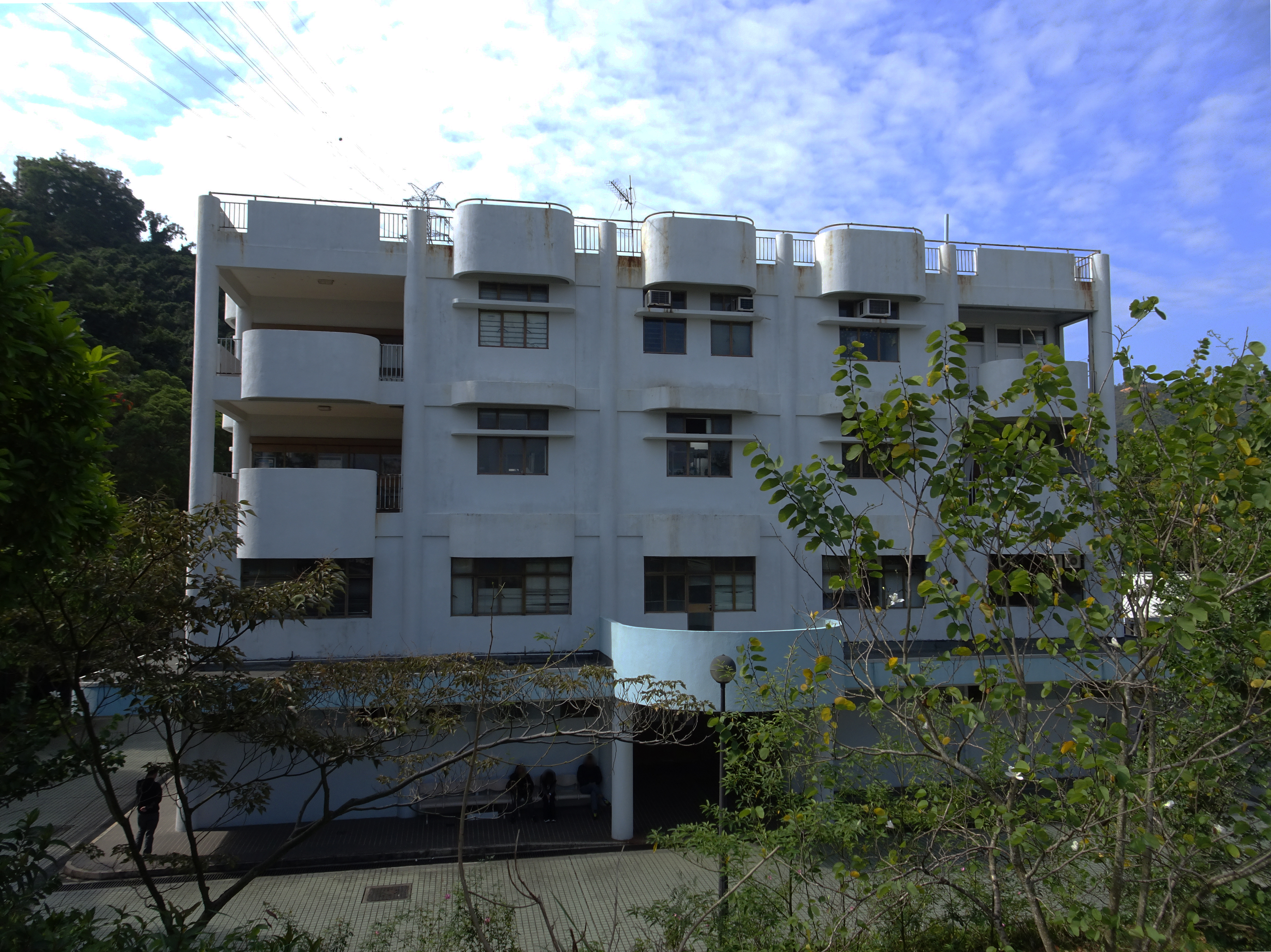
舊富山公眾殮房

新界（沙田）法醫學大樓（英語：New Territories (Shatin) Forensic Medicine Centre），前名富山公眾殮房（英語：Fu Shan Public Mortuary），是香港特別行政區政府衞生署轄下三間的公眾殮房之一，均隸屬法醫科，位處香港新界沙田大圍下城門道7號，樓高7層，由建築署高級建築師溫灼均為首團隊設計，總承建商為西松建設，2022年落成；舊殮房位處香港新界沙田大圍悠安街10號，樓高3層，總承建商為方永勝建築有限公司，於1989年落成。
舊富山公眾殮房可供存放168具屍體，冷藏室貯存格數僅次於葵涌公眾殮房。有別於醫院殮房，公眾殮房接收的遺體大多死因不明。為確立死因，可能需要解剖屍體。若涉刑事案件則有關解剖結果可能需要作為呈堂證供。
2008年曾傳出富山公眾殮房爆滿，導致遺體被放在地上的新聞，被認為是到死者的大不敬。

## 重建
鑑於舊富山公眾殮房的設施日漸老化及遺體存放量日漸飽和，衞生署決定斥資10億港元於大圍寶福紀念館對面重置富山公眾殮房。2016年，衞生署進行地區諮詢，有湖景花園居民表示希望增加泊車位。2018年，重置富山殮房的工程分別獲得立法會工務小組和財務委員會通過。新殮房於2022年落成，遺體存放量增至830具，取代葵涌公眾殮房，成為香港最大的公眾殮房。在新殮房啟用後，全香港公眾殮房可供停放的遺體數量增至2200具。新殮房設有多個解剖室、化驗室、X光機，處理兇殺或死因有可疑的遺體。解剖床設有鏡頭，供觀剖室的人觀察、並設有電腦掃描室。殮房設有9個冷藏室和1個冷凍庫，以及3間室內遺體告別室。大樓地下設有環保化寶爐以及告別禮堂，亦設有更大型的等候禮堂、戶外綠化帶，並以木材和玻璃幕牆作為建築材料，並引入自然光以營造溫暖氛圍緩解家屬情緒。
及後，因應2022年初的第五波疫情導致大量染疫長者離世，而現有殮房存放遺體的空間不足，政府決定將新殮房提前至同年4月啟用。此前，衛生署借用鄰近的一幅空地，並放置多個臨時凍櫃，以應付上述情況。
2022年12月29日，新殮房大樓正式揭幕，由政務司司長陳國基為首官員主持，而殮房亦改為現名；至於舊有的殮房大樓，則於2023年1月7日起停用，原址預定將改為災難演練及培訓中心。衞生署表示，一旦再次發生疫情等大型災難或意外，現有的殮房數量仍將無法應付，並將啟用舊殮房或冷凍貨櫃，以提供約5000具遺體儲存空間。

## 新殮房建設圖集

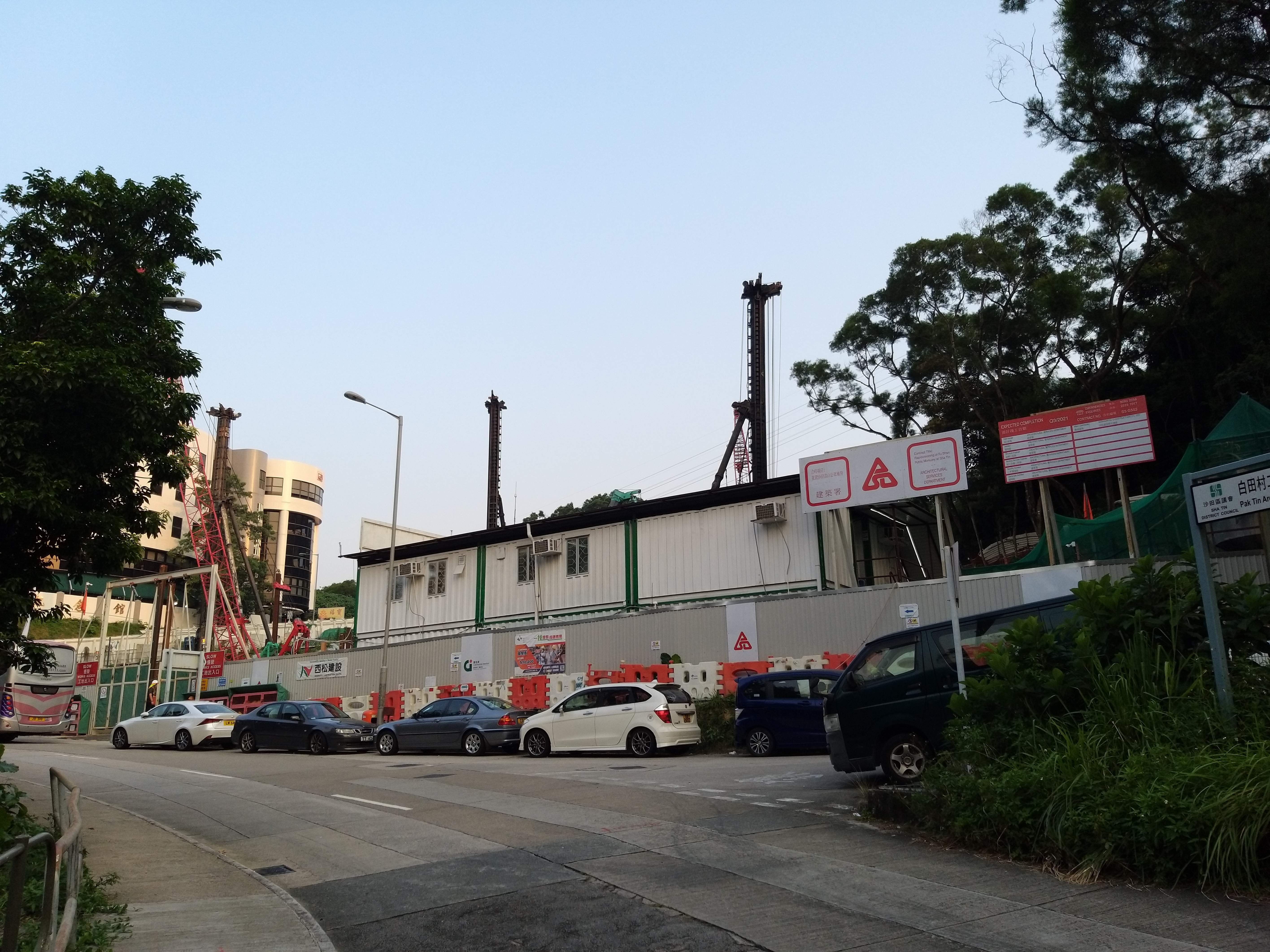
動工初期，2019年9月
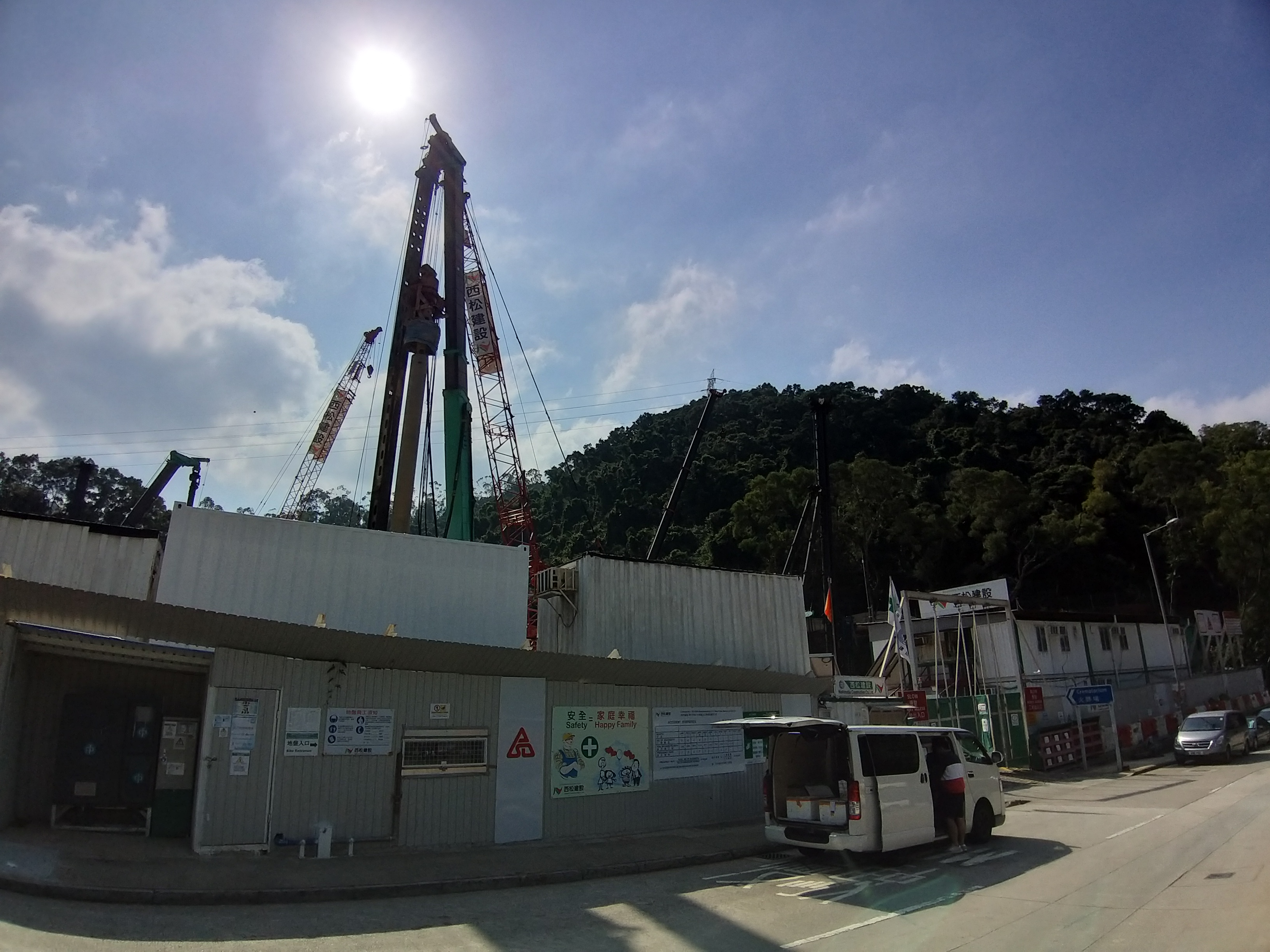
2019年11月
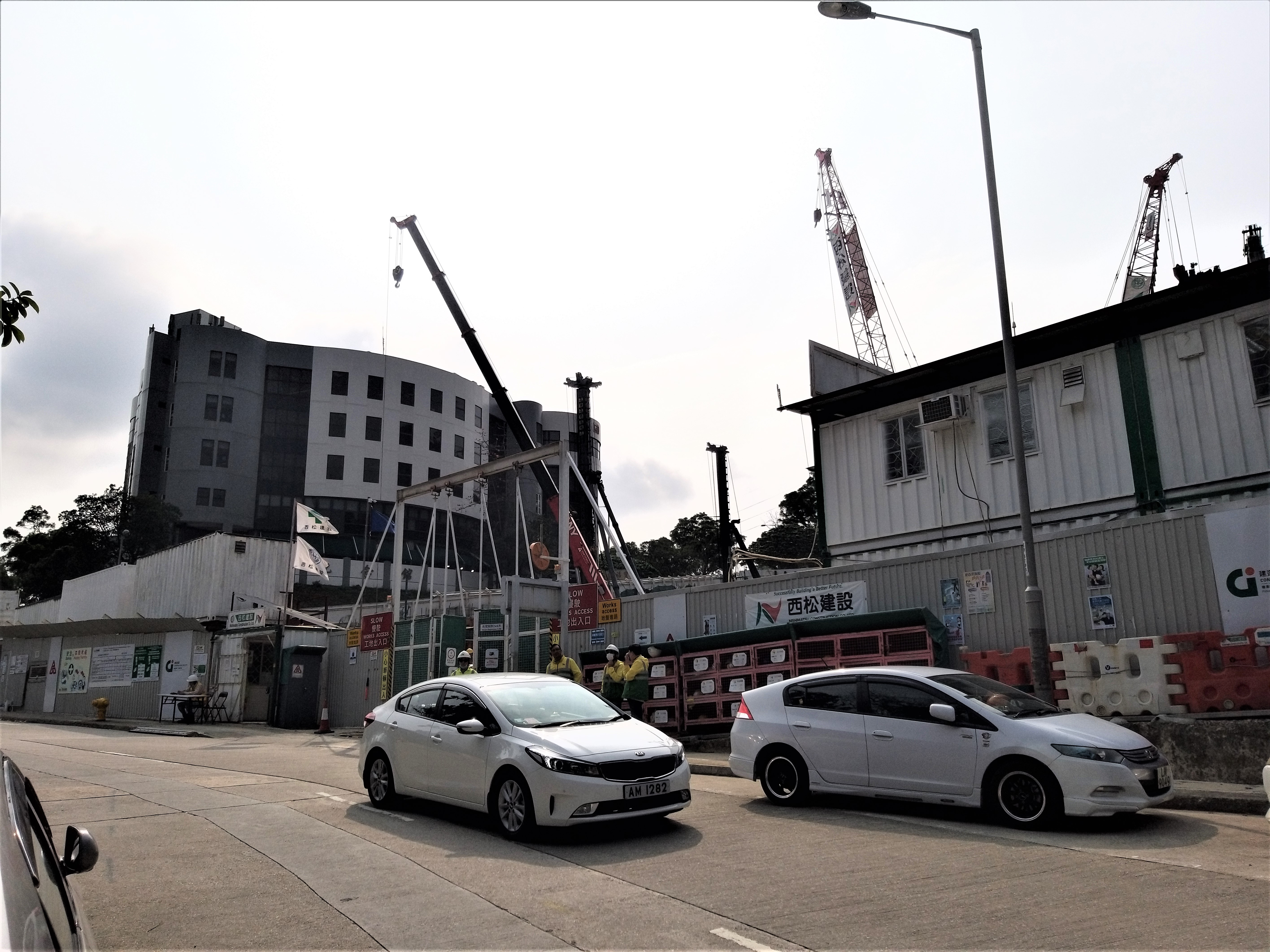
2020年3月
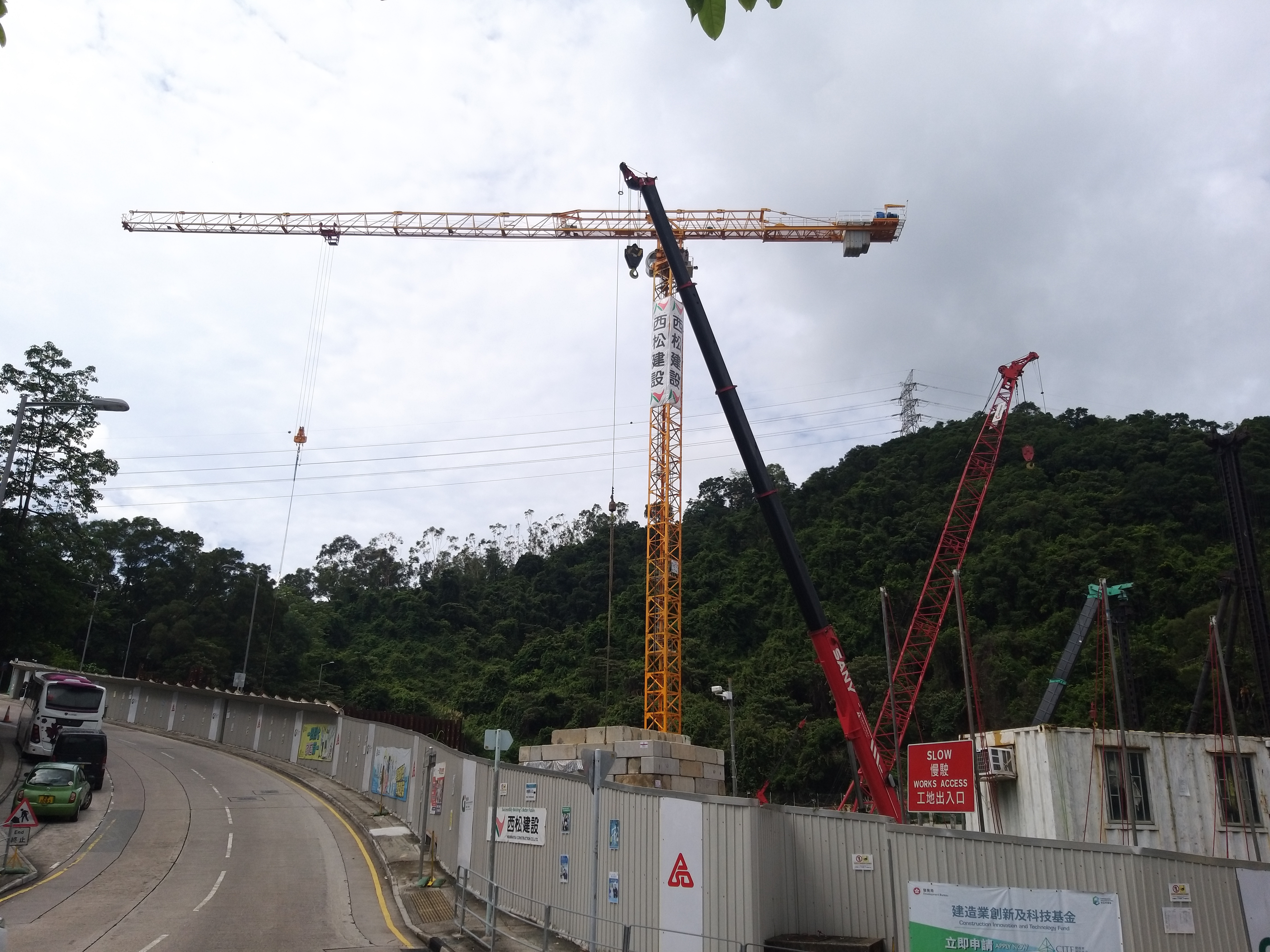
2020年6月
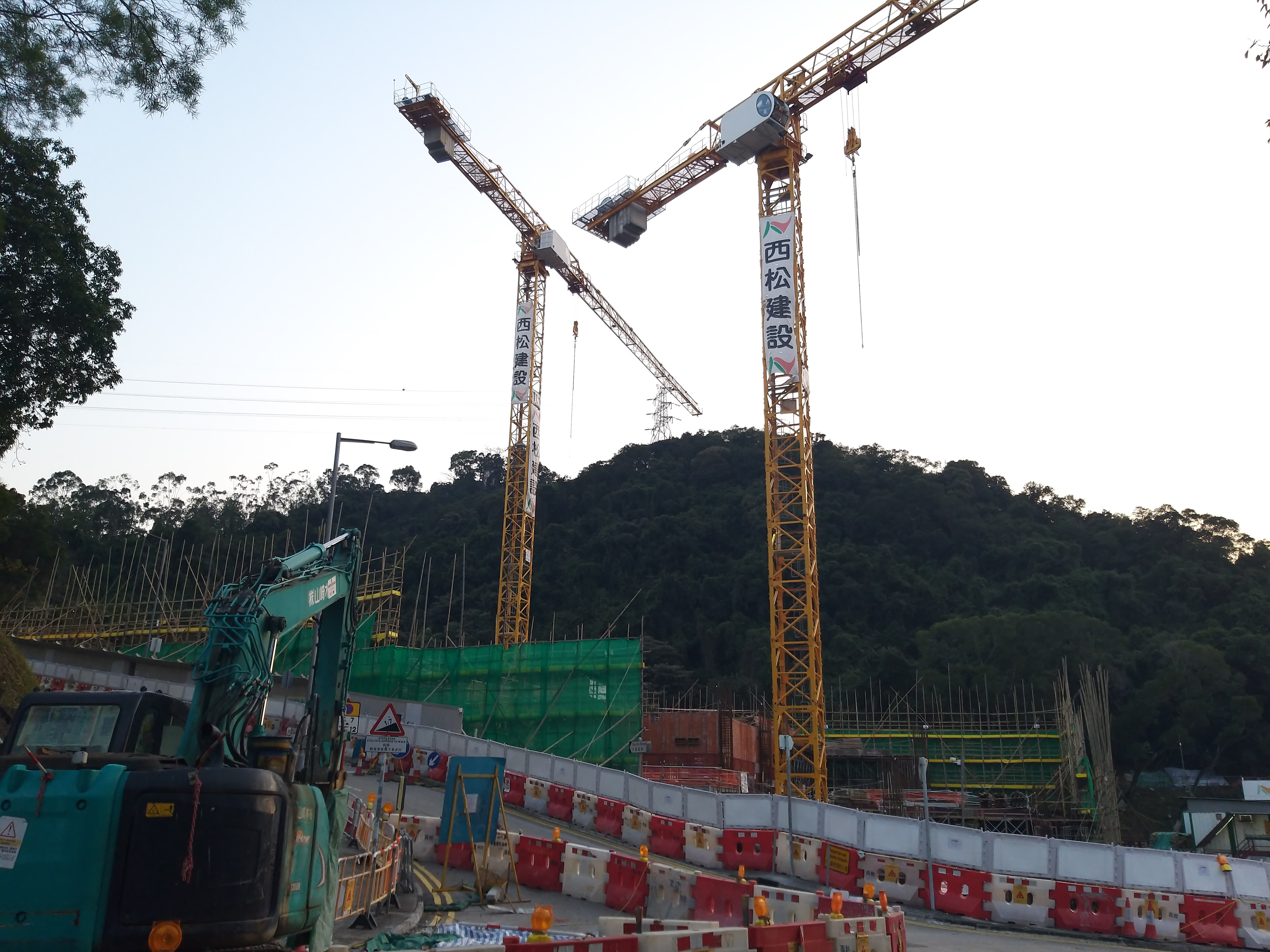
2021年2月
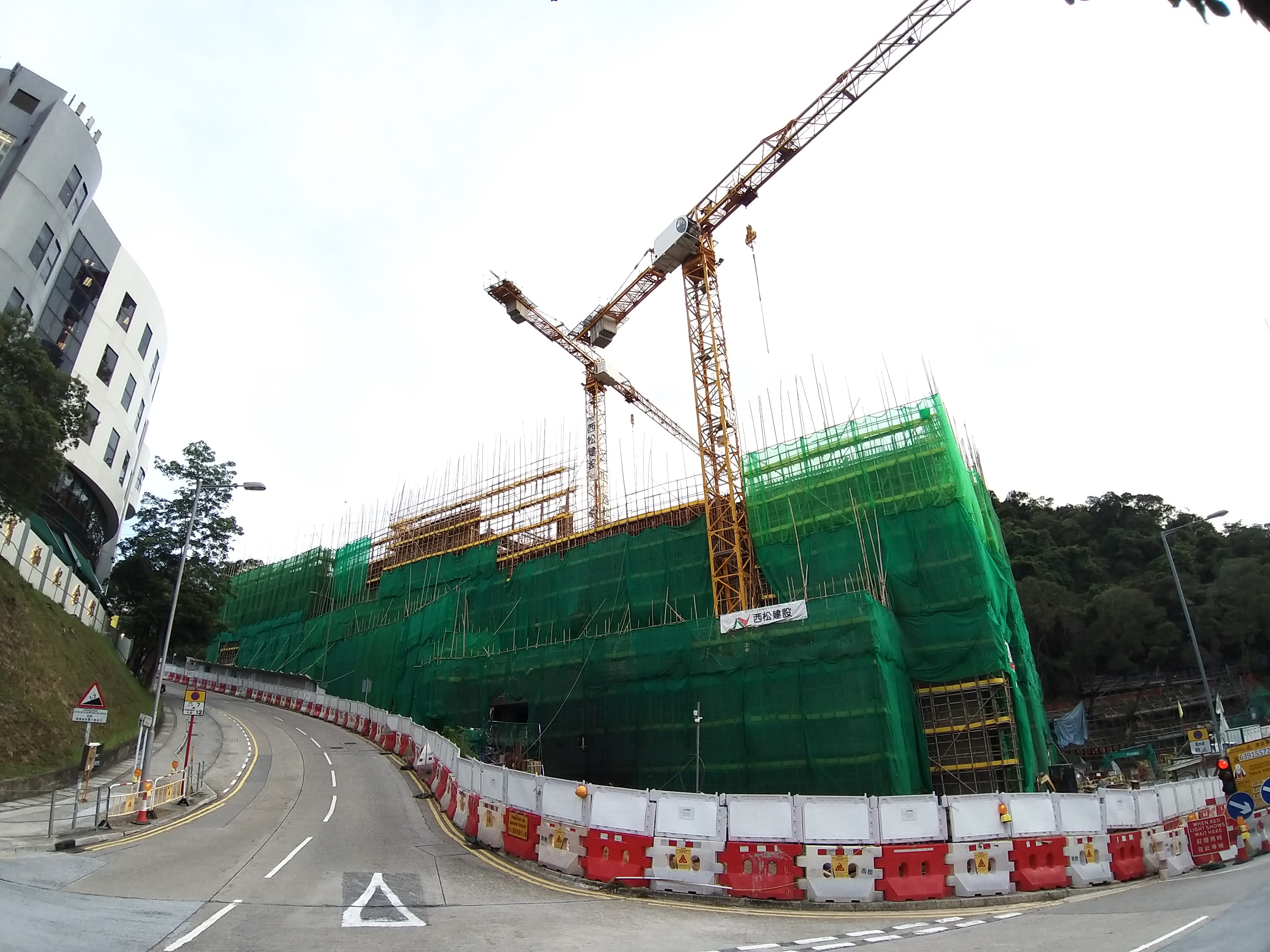
2021年6月
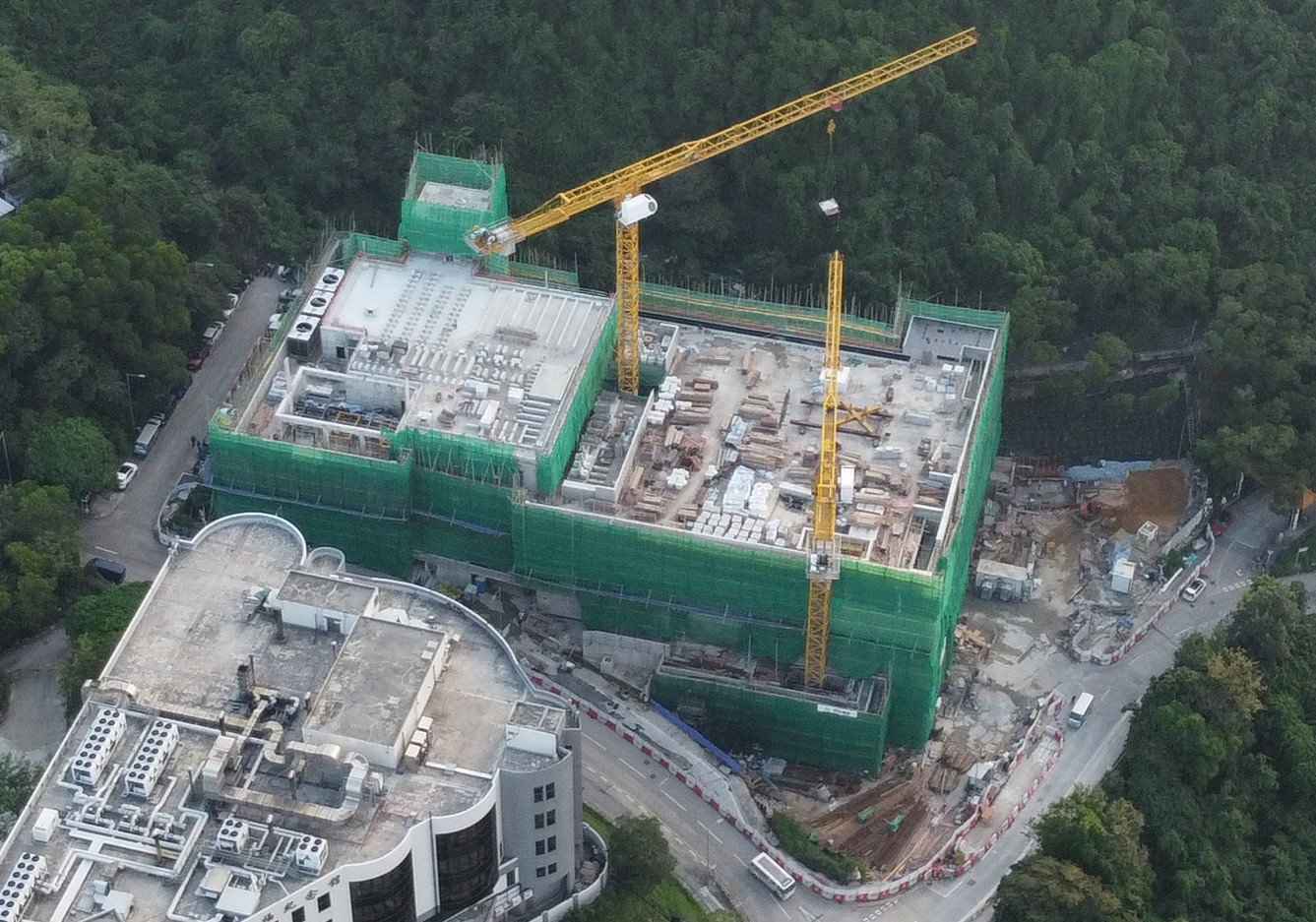
剛封頂，2021年10月
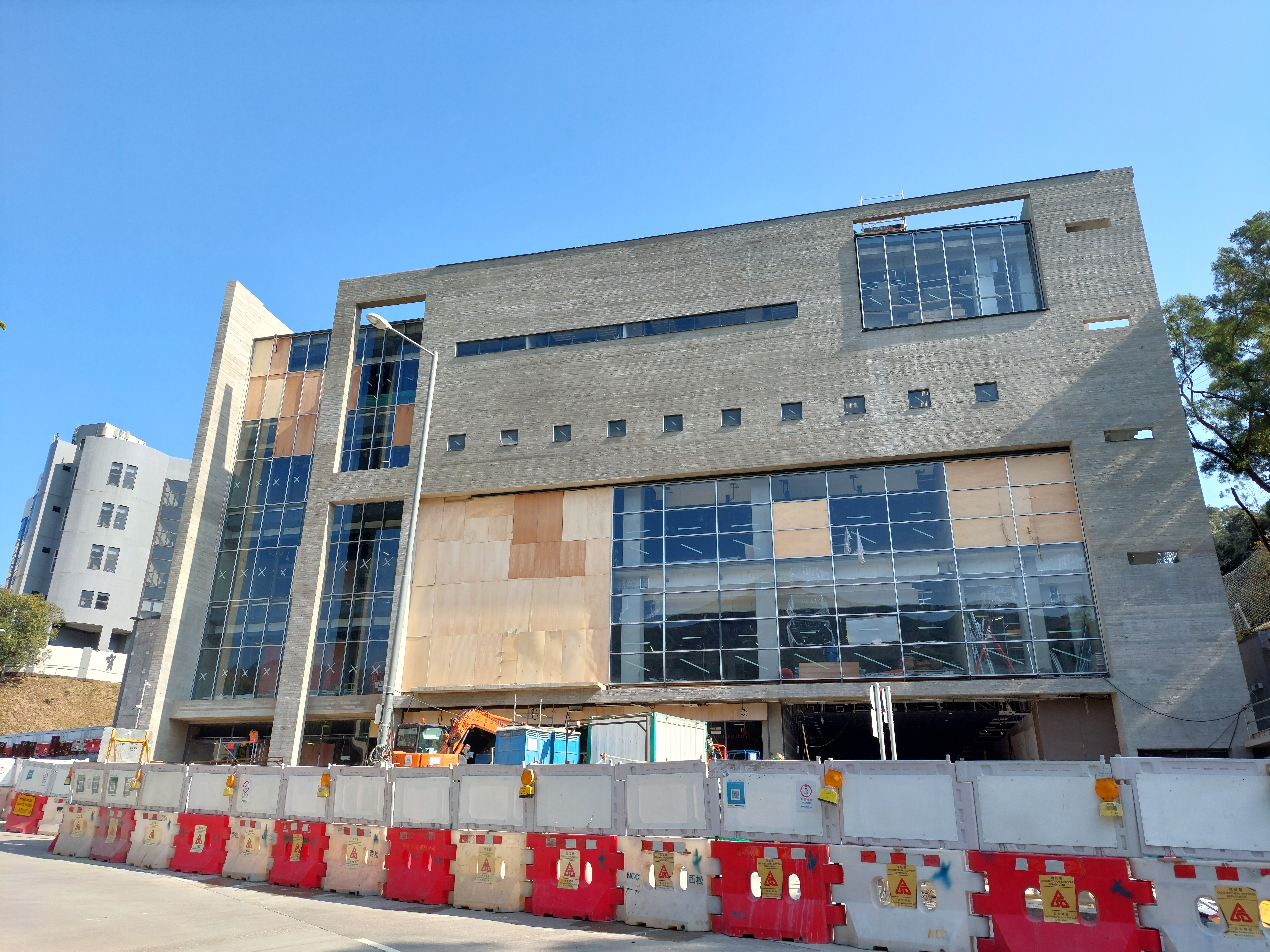
正在裝修，2022年2月
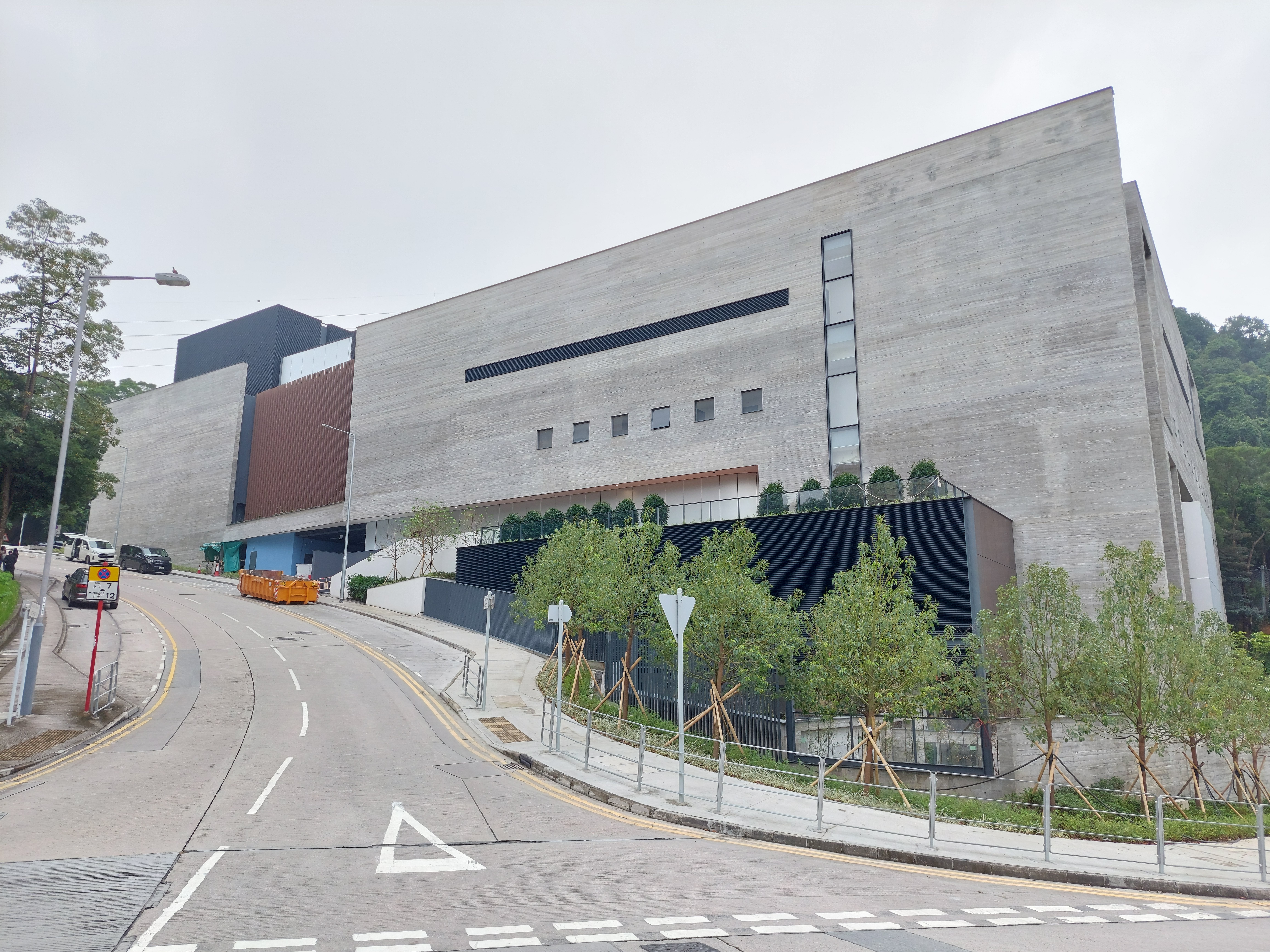
剩餘工程即將完工，2022年11月

## 參看
- 富山火葬場
- 域多利亞公眾殮房
- 九龍公眾殮房（已改為後備殮房）
- 葵涌公眾殮房

## 外部連結
- 中原地圖: 富山公眾殮房（页面存档备份，存于）